# Greybull
Greybull è un centro abitato (town) degli Stati Uniti d'America, situato nella Contea di Big Horn dello Stato del Wyoming. Nel censimento del 2000 la popolazione era di 1.815 abitanti.

## Geografia fisica
Secondo i rilevamenti dell'United States Census Bureau, la località di Greybull si estende su una superficie di 4,6 km², tutti occupati da terre.

## Popolazione
Secondo il censimento del 2000, a Greybull vivevano 1.815 persone, ed erano presenti 500 gruppi familiari. La densità di popolazione era di 393 ab./km². Nel territorio comunale si trovavano 923 unità edificate. Per quanto riguarda la composizione etnica degli abitanti, il 96,20% era bianco, lo 0,11% era afroamericano, lo 0,83% era nativo, lo 0,39% proveniva dall'Asia, l'1,32% apparteneva a due o più razze e l'1,16% a due o più. La popolazione di ogni razza ispanica corrispondeva al 4,74% degli abitanti.
Per quanto riguarda la suddivisione della popolazione in fasce d'età, il 26,6% era al di sotto dei 18, il 7,3% fra i 18 e i 24, il 23,5% fra i 25 e i 44, il 25,6% fra i 45 e i 64, mentre infine il 17,1% era al di sopra dei 65 anni di età. L'età media della popolazione era di 46 anni. Per ogni 100 donne residenti vivevano 96,2 maschi.